# Бэнкс, Кэссиди
Кэссиди Бэнкс (англ. Cassidy Banks; род. 17 августа 1993 года в Денвере, Колорадо, США) — американская порноактриса и эротическая фотомодель.

## Карьера
Пришла в индустрию для взрослых в июне 2014 года в возрасте 20 лет. Её представляет агентство талантов Motley Models. Снимается в сценах традиционного и лесбийского секса. В фильме Cassidy, посвящённом актрисе, впервые снялась в сцене межрасового секса.
Снимается для студий Bang Bros, Brazzers, Digital Playground, Elegant Angel, FM Concepts, Girlfriends Films, Mile High, Mofos, Naughty America, New Sensations, Pulse Distribution, Pure Play Media, Reality Kings, Twistys.com, Wicked Pictures и других.
В 2014 году снялась в фотосессии для The Girls of Penthouse (выпуск за ноябрь—декабрь). В 2015 году была названа Honey of the Month и появилась на обложке январского выпуска журнала Hustler. В феврале того же года была выбрана порносайтом Twistys.com как Treat of the Month. В 2016 году снялась в ещё одной фотосессии для Hustler — на этот раз для июльского выпуска.
По данным сайта IAFD на октябрь 2018 года, снялась в более чем 100 порнофильмах.

## Награды и номинации
| Год  | Награда          | Результат | Категория                                       | Фильм                         |
| ---- | ---------------- | --------- | ----------------------------------------------- | ----------------------------- |
| 2015 | NightMoves Award | Номинация | Лучшие сиськи                                   | н/д                           |
| 2016 | AVN Award        | Номинация | Награда поклонников: лучшие сиськи              | н/д                           |
| 2016 | XBIZ Award       | Номинация | Лучшая новая старлетка                          | н/д                           |
| 2017 | NightMoves Award | Номинация | Лучшие сиськи                                   | н/д                           |
| 2017 | NightMoves Award | Номинация | Наиболее недооценённая исполнительница          | н/д                           |
| 2018 | NightMoves Award | Номинация | Лучшее тело                                     | н/д                           |
| 2018 | NightMoves Award | Номинация | Лучшие сиськи                                   | н/д                           |
| 2018 | Pornhub Award    | Номинация | Королева минета — лучшая исполнительница минета | н/д                           |
| 2019 | Urban X Award    | Номинация | Самая красивая грудь                            | н/д                           |
| 2019 | XCritic Award    | Номинация | Лучшая лесбийская сцена (вместе с Линой Пол)    | Confessions of a Sinful Nun 2 |

## Избранная фильмография
| - 2014 — I Love My Sister’s Big Tits 2 - 2015 — Beautiful New Faces 5 - 2015 — Big Tit Babysitters - 2015 — Cheating Girlfriends Like It Big! 7 - 2015 — Cute and Curvy 2 - 2015 — Porn’s Top Black Models 4 - 2015 — Stacked 3 - 2015 — Young Naturals - 2016 — Extreme Naturals 12 - 2016 — Girl On Girl Fantasies 6 - 2016 — Girl Suck Off - 2016 — Massage of My Dreams - 2016 — My Dad’s Hot Girlfriend 33 - 2016 — My First Threesome - 2016 — Nubiles Casting 13 | - 2016 — Pervs On Patrol 27 - 2016 — Project RV - 2016 — Rebellious Reform School Girls - 2016 — Tits and Oil - 2017 — Big Racks 9 - 2017 — Chocolate Cookies 3 - 2017 — OMG! I Fucked My Daughter’s BFF! 14 - 2017 — Stacked Sluts 2 - 2017 — Teens With Tits, Sucking Dicks - 2017 — Thirsty For Some Titties - 2018 — Brazzers Goes Black - 2018 — Busty 2 - 2018 — Cassidy - 2018 — Ebony Sex Tapes 4 - 2018 — Exotic and Curvy 7 |